# Mosnac (Charente)
Mosnac ist eine Ortschaft und eine Commune déléguée in der französischen Gemeinde Mosnac-Saint-Simeux mit 422 Einwohnern (Stand: 1. Januar 2022) im Département Charente in der Region Nouvelle-Aquitaine (vor 2016 Poitou-Charentes). Die Einwohner werden Mosnacais  genannt.
Die Gemeinde Mosnac wurde am 1. Januar 2021 mit Saint-Simeux zur Commune nouvelle Mosnac-Saint-Simeux zusammengeschlossen. Sie hat seither den Status einer Commune déléguée. Die Gemeinde Mosnac gehörte zum Arrondissement Cognac und zum Kanton Charente-Champagne.

## Lage
Mosnac liegt etwa 16 Kilometer westsüdwestlich von Angoulême an der Charente, die die Gemeinde im Norden, Osten und Westen begrenzt. Umgeben wurde Mosnac von den Nachbargemeinden Saint-Simeux im Westen und  Norden, Champmillon im Norden und Nordosten, Sireuil im Osten, Roullet-Saint-Estèphe im Süden und Südosten sowie Châteauneuf-sur-Charente im Süden und Westen.

## Bevölkerungsentwicklung
| Jahr                       | 1962 | 1968 | 1975 | 1982 | 1990 | 1999 | 2006 | 2017 |
| Einwohner                  | 371  | 329  | 313  | 312  | 361  | 386  | 449  | 451  |
| Quellen: Cassini und INSEE |      |      |      |      |      |      |      |      |

## Sehenswürdigkeiten
- Kirche Saint-Symphorien aus dem 11. Jahrhundert
- Augustinerpriorat Notre-Dame, um 1200 errichtet
- Herrenhaus aus dem 16. Jahrhundert

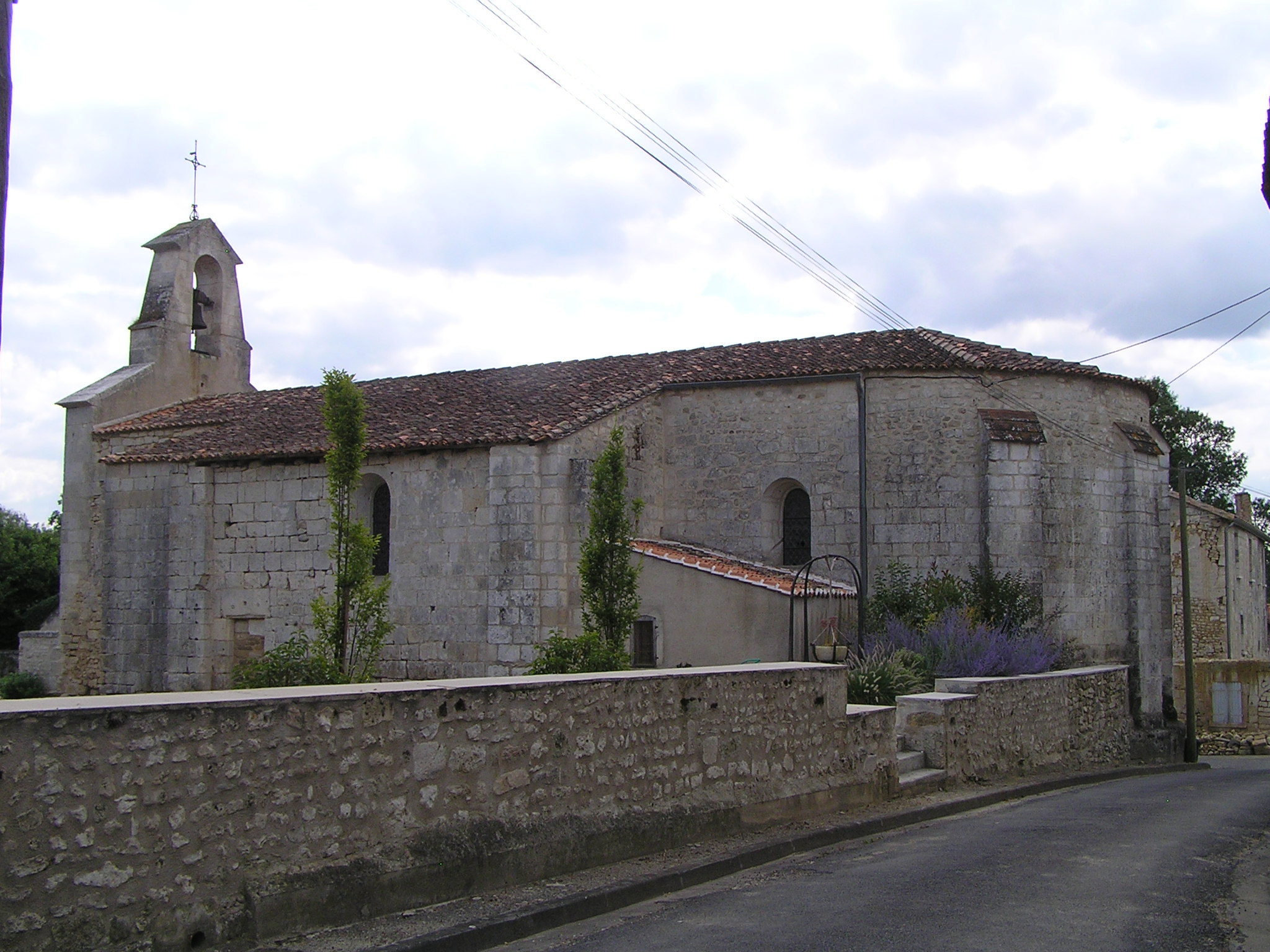
Kirche Saint-Symphorien